# YU 100: najbolji albumi jugoslovenske rok i pop muzike
YU 100: najbolji albumi jugoslovenske rok i pop muzike je knjiga, ki sta jo leta 1998 izdala Duško Antonić in Danilo Štrbac. Knjiga vsebuje seznam 100 najboljših glasbenih albumov iz bivše Jugoslavije, ki je bil narejen po glasovanju srbskih glasbenih kritikov, novinarjev, igralcev,...

## Seznam
| #    | Album                                          | Izvajalec                                 | Leto izdaje | Izvor      |
| ---- | ---------------------------------------------- | ----------------------------------------- | ----------- | ---------- |
| 1.   | Odbrana i poslednji dani                       | Idoli                                     | 1982        | Srbija     |
| 2.   | Paket aranžman                                 | Idoli, Šarlo akrobata, Električni orgazam | 1981        | Srbija     |
| 3.   | Time                                           | Time                                      | 1972        | Hrvaška    |
| 4.   | Korni grupa                                    | Korni grupa                               | 1972        | Srbija     |
| 5.   | Azra                                           | Azra                                      | 1980        | Hrvaška    |
| 6.   | Sunčana strana ulice                           | Azra                                      | 1981        | Hrvaška    |
| 7.   | Pljuni istini u oči                            | Buldožer                                  | 1975        | Slovenija  |
| 8.   | Filigranski pločnici                           | Azra                                      | 1982        | Hrvaška    |
| 9.   | Dnevnik jedne ljubavi                          | Josipa Lisac                              | 1973        | Hrvaška    |
| 10.  | Bitanga i princeza                             | Bijelo dugme                              | 1979        | BiH        |
| 11.  | Bistriji ili tuplji čovek biva kad...          | Šarlo akrobata                            | 1981        | Srbija     |
| 12.  | Indexi                                         | Indexi                                    | 1974        | BiH        |
| 13.  | Sa druge strane jastuka                        | Bajaga i instruktori                      | 1985        | Srbija     |
| 14.  | Kad bi bio bijelo dugme                        | Bijelo dugme                              | 1974        | BiH        |
| 15.  | Probaj me                                      | Oliver Mandić                             | 1981        | Srbija     |
| 16.  | Kost u grlu                                    | Riblja čorba                              | 1979        | Srbija     |
| 17.  | Šta bi dao da si na mom mjestu                 | Bijelo dugme                              | 1975        | BiH        |
| 18.  | Partibrejkers I                                | Partibrejkers                             | 1985        | Srbija     |
| 19.  | Mrtva priroda                                  | Riblja čorba                              | 1981        | Srbija     |
| 20.  | Treći svijet                                   | Haustor                                   | 1984        | Hrvaška    |
| 21.  | Leb i sol                                      | Leb i sol                                 | 1978        | Makedonija |
| 22.  | Još jučer samo na filmu a sada i u vašoj glavi | Film                                      | 1981        | Hrvaška    |
| 23.  | Pokvarena mašta i prljave strasti              | Riblja čorba                              | 1981        | Srbija     |
| 24.  | Distorzija                                     | Električni orgazam                        | 1986        | Srbija     |
| 25.  | Bezdan                                         | Đorđe Balašević                           | 1986        | Vojvodina  |
| 26.  | S' vetrom uz lice                              | Ekatarina Velika                          | 1986        | Srbija     |
| 27.  | Sviđa mi se da ti ne bude prijatno             | Disciplina kičme                          | 1983        | Srbija     |
| 28.  | Bijelo dugme                                   | Bijelo dugme                              | 1984        | BiH        |
| 29.  | Haustor                                        | Haustor                                   | 1981        | Hrvaška    |
| 30.  | S vremena na vreme                             | S vremena na vreme                        | 1975        | Srbija     |
| 31.  | Eto! Baš hoću!                                 | Bijelo dugme                              | 1976.       | BiH        |
| 32.  | Zeleni Zub na Planeti Dosade                   | Disciplina kičme                          | 1989        | Srbija     |
| 33.  | Kao kakao                                      | Leb i sol                                 | 1987        | Makedonija |
| 34.  | Malinkonija                                    | Oliver Dragojević                         | 1977        | Hrvaška    |
| 35.  | Doživjeti stotu                                | Bijelo dugme                              | 1980        | BiH        |
| 36.  | Crno bijeli svijet                             | Prljavo kazalište                         | 1980        | Hrvaška    |
| 37.  | Pozitivna geografija                           | Bajaga i instruktori pozitivne geografije | 1984        | Srbija     |
| 38.  | Ako priđeš bliže                               | Zdravko Čolić                             | 1977        | BiH        |
| 39.  | Bolero                                         | Haustor                                   | 1985        | Hrvaška    |
| 40.  | Crna dama                                      | Smak                                      | 1977        | Srbija     |
| 41.  | Leb i sol II                                   | Leb i sol                                 | 1978        | Makedonija |
| 42.  | Čovjek kao ja                                  | Arsen Dedić                               | 1969        | Hrvatska   |
| 43.  | Istina                                         | Riblja čorba                              | 1985        | Srbija     |
| 44.  | Mojoj mami umesto maturske slike u izlogu      | Rani mraz                                 | 1979        | Vojvodina  |
| 45.  | Tajni grad                                     | Haustor                                   | 1988        | Hrvaška    |
| 46.  | Čokolada                                       | Idoli                                     | 1984        | Srbija     |
| 47.  | Ne cvikaj generacijo                           | Atomsko sklonište                         | 1978        | Hrvaška    |
| 48.  | Hoćemo gusle                                   | Rambo Amadeus                             | 1989        | Crna Gora  |
| 49.  | Spavaćeš sam                                   | Viktorija                                 | 1988        | Srbija     |
| 50.  | Modra rijeka                                   | Indexi                                    | 1978        | BiH        |
| 51.  | Sve najbolje                                   | Oliver Mandić                             | 1987        | Srbija     |
| 52.  | Time II                                        | Time                                      | 1975        | Hrvaška    |
| 53.  | Pljuni i zapjevaj moja Jugoslavijo             | Bijelo dugme                              | 1986        | BiH        |
| 54.  | Pruži mi ruku ljubavi                          | Pro arte                                  | 1970        | BiH        |
| 55.  | Izlog jeftinih slatkiša                        | Buldožer                                  | 1980        | Slovenija  |
| 56.  | Ručni rad                                      | Leb i sol                                 | 1979        | Makedonija |
| 57.  | YU zlato                                       | YU grupa                                  | 1973        | Srbija     |
| 58.  | Jahači magle                                   | Bajaga i instruktori                      | 1986        | Srbija     |
| 59.  | Najjači ostaju                                 | Neca Falk                                 | 1980        | Slovenija  |
| 60.  | Kiselina                                       | Pop mašina                                | 1973        | Srbija     |
| 61.  | Prljavo kazalište                              | Prljavo kazalište                         | 1979        | Hrvaška    |
| 62.  | YU grupa                                       | YU grupa                                  | 1973        | Srbija     |
| 63.  | Smak                                           | Smak                                      | 1975        | Srbija     |
| 64.  | Buvlja pijaca                                  | Riblja čorba                              | 1982.       | Srbija     |
| 65.  | Svi za mnom!                                   | Disciplina kičme                          | 1986        | Srbija     |
| 66.  | Pub                                            | Đorđe Balašević                           | 1982        | Vojvodina  |
| 67.  | Signali u noći                                 | Film                                      | 1985        | Hrvaška    |
| 68.  | Katarina II                                    | Katarina II                               | 1984        | Srbija     |
| 69.  | Sva čuda svijeta                               | Film                                      | 1983        | Hrvaška    |
| 70.  | Film u Kulušiću – Live                         | Film                                      | 1981        | Hrvaška    |
| 71.  | VIS Idoli                                      | Idoli                                     | 1981        | Srbija     |
| 72.  | Na svoji strani                                | Lačni Franz                               | 1986        | Slovenija  |
| 73.  | Kako bubanj kaže                               | Električni orgazam                        | 1984        | Srbija     |
| 74.  | Koncert kod hajdučke česme                     | Bijelo dugme                              | 1977        | BiH        |
| 75.  | Prisluškivanja                                 | Eva Braun                                 | 1992        | Vojvodina  |
| 76.  | Ravno do dna                                   | Azra                                      | 1982        | Hrvaška    |
| 77.  | Plitka poezija                                 | Pekinška patka                            | 1980        | Srbija     |
| 78.  | Moje bube                                      | Suncokret                                 | 1977        | Srbija     |
| 79.  | Prodavnica tajni                               | Bajaga i instruktori                      | 1988        | Srbija     |
| 80.  | Večeras vas zabavljaju muzičari koji piju      | Riblja čorba                              | 1984        | Srbija     |
| 81.  | Adijo pamet                                    | Lačni Franz                               | 1982        | Slovenija  |
| 82.  | Anđeli se dosađuju?                            | Parni valjak                              | 1987        | Hrvaška    |
| 83.  | Osmi nervni slom                               | Riblja čorba                              | 1986        | Srbija     |
| 84.  | Samo za zaljubljene                            | Drago Diklić                              | 1973        | Hrvaška    |
| 85.  | U ime naroda                                   | Riblja čorba                              | 1982        | Srbija     |
| 86.  | LP-60993                                       | Kamen na kamen                            | 1973        | BiH        |
| 87.  | Das ist Walter                                 | Zabranjeno Pušenje                        | 1984        | BiH        |
| 88.  | Drugi način                                    | Drugi način                               | 1975        | Hrvaška    |
| 89.  | Kad nedjelja prođe                             | Xenia                                     | 1983        | Hrvaška    |
| 90.  | Od šanka do šanka                              | Andrej Šifrer                             | 1979        | Slovenija  |
| 91.  | Mitovi i legende o kralju Elvisu               | Elvis J. Kurtović & His Meteors           | 1984        | BiH        |
| 92.  | Pod sjajem zvezda                              | Vokalni kvartet Predraga Ivanovića        | 1978        | Srbija     |
| 93.  | Naši dani                                      | Grupa 220                                 | 1968        | Hrvaška    |
| 94.  | 1941.                                          | Korni grupa                               | 1979        | Srbija     |
| 95   | Teška Industrija                               | Teška industrija                          | 1976        | BiH        |
| 96   | Kad fazani lete                                | Azra                                      | 1983        | Hrvaška    |
| 97.  | Napokon ploča                                  | Poslednja igra leptira                    | 1982        | Srbija     |
| 98.  | Kozmetika                                      | Kozmetika                                 | 1979        | Srbija     |
| 99.  | 9 lakih komada                                 | Čutura & Laki band                        | 1988        | Srbija     |
| 100. | Ventilator 202: Demo Top 10                    | Razni izvajalci                           | 1983        | ...        |

## Statistika
Najuspešnejša izvajalca, s po osem albumov na seznamu, sta Bijelo dugme in Riblja čorba. Sledi jim Azra s petimi albumi (med katerimi so trije uvrščeni med prvih osem), zatem so Leb i sol, Bajaga i instruktori in Haustor s po štirimi albumi. Od glasbenih založb se na seznamu največkrat pojavi Jugoton, ki je izdal 47 od 100 albumov s seznama. Sledi mu PGP RTB s 27 albumi in ZKP RTV Ljubljana z 12 albumi.

## Glasovalci
Glasovalci so bili glasbeni kritiki, novinarji in umetniki, ki so imeli stik s popularno glasbeno sceno bivše Jugoslavije. Vsak glasovalec je imenoval deset albumov, ki jih je sam smatral za najboljše. V drugem delu knjige so napisani kratki življenjepisi glasovalcev in njihov izbor albumov. Glasovalci so bili:
- David Albahari - pisatelj, prevajalec, glasbeni novinar
- Duško Antonić - pisatelj, eden izmed avtorjev te knjige
- Bane Antović - umetniški urednik, eden izmed ustanoviteljev MTV Srbije
- Zorica Bajin-Đukanović - umetniška fotografinja, pisateljica
- Svetislav Basara - pisatelj, nekdanji rock glasbenik
- Isidora Bjelica-Pajkić - pisatelj, glasbeni novinar
- Miša Blam - jazz glasbenik in skladatelj
- Mirjana Bobić-Mojsilović - novinarka, pisateljica
- Srđan Dragojević - filmski direktor
- Milan Gajić - rock novinar
- Aleksia Gajović - rock novinar, TV urednik
- Miroslav Galonja - rock novinar, bivši producent, rock glasbenik
- Zoran Hristić - skladatelj, bivši jazz glasbenik, glasbeni urednik
- Ivan Ivačković - rock novinar, pisatelj
- Jadranka Janković - rock novinarka in kritičarka
- Marko Janković - rock novinar, radijski in TV voditelj
- Petar Janjatović - rock novinar in kritik
- Nikola Karaklajić - šahovski mojster, rock novinar, radijski voditelj
- Slobodan Konjović - rock novinar, radijski voditelj, bivši rock glasbenik
- Stevan Koprivica - pisatelj
- Siniša Kovačević - direktor srbskega Narodnega gledališča
- Branka Kirilović - gledališčna kritičarka, pisateljica
- Nenad Kuzmić - glasbeni kritik in urednik
- Sonja Lopatanov - balerina, koreografinja
- Petar Lazić - urednik Indexovovega radijskega gledališča
- Mile Lojpur - rock glasbenik
- Branimir Lokner - rock novinar in kritik
- Petar Luković - rock kritik, pisatelj
- Ratka Marić - sociologinja, pisateljica, rock novinarka
- Višnja Marjanović - medijska urednica
- Zoran Marjanović - zbiratelj plošč
- Dubravka Marković - TV voditeljica, rock novinarka
- Goranka Matić - umetniška fotografinja
- Bogomir Mijatović - radijski urednik
- Borislav Mitrović - rock novinar in kritik, radijski voditelj
- Kokan Mladenović - direktor gledališča
- Zoran Modli - disc jockey
- Nikola Nešković - novinar, disc jockey
- Tatjana Olujić - violinistka
- Nebojša Pajkić - pisatelj, gledališčni pisatelj
- Vojislav Pantić - profesor matematike, radijski voditelj, rock kritik
- Dejan Pataković - novinar, novinarski urednik
- Goran Paunović - novinar, glasbeni urednik, disc jockey
- Vladan Paunović - novinar, prevajalec, kritik
- Predrag Perišić - TV urednik,  gledališčni pisatelj
- Ivica Petrović - novinar, rock kritik
- Mladen Petrović - TV urednik, pisatelj pesmi
- Peca Popović - rock novinar
- Miloš Radivojević - TV in filmski direktor
- Jovan Ristić - TV, gledališčni in filmski direktor
- Ljubiša Ristić - gledališčni direktor in politik
- Ivan St. Rizinger - glasbeni kritik, radijski urednik
- Egon Savin - gledališčni direktor, profesor
- Zoran Simjanović - skladatelj, bivši rock glasbenik
- Lokica Stefanović - balerina, koreografinja
- Gorčin Stojanović - gledališčni in filmski direktor, glasbeni kritik
- Srđan Stojanović - novinar, novinarski urednik
- Danilo Štrbac - pisatelj, eden od avtorjev te knjige
- Bogdan Tirnanić - novinar
- Dragan Todorović - novinar, pisatelj, radijski urednik
- Dinko Tucaković - filmski in TV direktor, novinar
- Dušan Vesić - rock novinar
- Milan Vlajčić - filmski kritik, pisatelj
- Ivana Vujčić - gledališčna direktorica, umetniška direktorica BITEF-a
- Mihailo Vukobratović - filmski, TV in gledališčni direktor
- Ksenija Zečević - skladateljica, pianistka

## Ovitek knjige
Ovitek knjige
Okvir za knjigu YU 100: najbolji albumi jugoslovenske rok i pop muzike, je parodija na ovitek albuma skupine The Beatles Sgt. Pepper's Lonely Hearts Club Band. Na ovitku so upodobljeni rock in pop glasbeniki: Josipa Lisac, Bebi Dol, Nele Karajlić, Oliver Mandić, Marina Perazić, Branimir Štulić, Slađana Milošević in Dado Topić, Đorđe Marjanović, Dušan Kojić, Arsen Dedić, Đorđe Balašević, Viktorija, Kornelije Kovač, Zoran Miščević, Goran Bregović, Žika Jelić in Dragi Jelić, Oliver Dragojević in Mišo Kovač, Zdravko Čolić (v uniformi jugoslovanske narodne armade), Bora Đorđević in Momčilo Bajagić. Poleg glasbenikov so upodobljeni še Sveti Sava, nogometaš Dragan Džajić, bodibilder Petar Čelik in njegova soproga Irena, igralec Zoran Radmilović (v vlogi kralja Ubua), znanstvenik Nikola Tesla, filmski režiser Emir Kusturica, košarkar Vlade Divac, pevec narodne glasbe Toma Zdravković, romski glasbenik Šaban Bajramović, igralca Dragan Nikolić in Milena Dravić, in kip bivšega predsednika Jugoslavije Josipa Broza Tita.